# عليآباد وزيري (مقاطعة فهرج)
عليآباد وزيري (بالفارسية: علی‌آباد وزیری) هي قرية تقع في البلدة المركزية في إيران. يقدر عدد سكانها بـ 380 نسمة .